# Pökövaara
Pökövaara är en kulle i Finland.   Den ligger i den ekonomiska regionen  Fjäll-Lappland  och landskapet Lappland, i den norra delen av landet, 800 km norr om huvudstaden Helsingfors. Toppen på Pökövaara är 175 meter över havet.
Terrängen runt Pökövaara är platt. Runt Pökövaara är det mycket glesbefolkat, med 2 invånare per kvadratkilometer.